# ستيف جي. جونز
ستيف جي. جونز (بالإنجليزية: Steve G. Jones)‏ هو عالم نفس أمريكي، ولد في 27 نوفمبر 1967.

## وصلات خارجية
- الموقع الرسمي
- ستيف جي. جونز على موقع IMDb (الإنجليزية)
- ستيف جي. جونز على موقع ميوزك برينز (الإنجليزية)
- ستيف جي. جونز على موقع أول ميوزيك (الإنجليزية)